# Iniaz Steyaert
Iniaz Steyaert (* 8. Februar 1998 in Humbeek) ist ein belgischer Eishockeyspieler, der seit 2018 beim IHC Leuven in der belgisch-niederländischen BeNe League unter Vertrag steht.

## Karriere
Iniaz Steyaert begann seine Karriere in österreichischen Nachwuchsmannschaften. 2016 wechselte in die Vereinigten Staaten, wo er zwei Jahre für Yellowstone Quake in der dritten Division der Juniorenliga North American Hockey League auf dem Eis stand. Anschließend kehrte er in seine Heimat zurück und spielt seither für den IHC Leuven in der belgisch-niederländischen BeNe League.

### International
Für Belgien nahm Steyaert im Juniorenbereich an den U18-Weltmeisterschaften 2014 und 2016 sowie der U20-Weltmeisterschaft 2016 jeweils in der Division II teil.
Für die Herren-Nationalmannschaft spielte Steyaert erstmals bei der Weltmeisterschaft 2023 in der Division II.

## Statistik
(Stand: Ende der Spielzeit 2022/23)